# Enicospilus burgosi
Enicospilus burgosi là một loài tò vò trong họ Ichneumonidae.